# Zdravko Radulović
Zdravko Radulović, född 12 december 1966 i Nikšić, dåvarande Jugoslavien, är en jugoslavisk basketspelare som tog OS-silver 1988 i Seoul. Detta var fjärde gången i rad som Jugoslavien var med bland medaljörerna i herrbasketen vid olympiska spelen.